# گوپفی
گوپفی (به لاتین: Güpfi) یک کوه در سوئیس است که در کانتون ابوالدن واقع شده‌است. گوپفی ۲٬۰۴۳ متر بالاتر از سطح دریا واقع شده‌است.